# Кайшакудук
Кайшакуду́к (каз. Қайшақұдық) — село у складі Казталовського району Західноказахстанської області Казахстану. Входить до складу Талдиапанського сільського округу.
Населення — 123 особи (2021; 195 у 2009, 273 у 1999, 297 у 1989).